# فردوسی (سرده)
اریترینا (نام علمی: Erythrina) نام یک سرده از تبار فازئولآ است.